# Bainingové
Bainingové jsou původní obyvatelé Gazelího poloostrova na severovýchodě Nové Británie ve státě Papua Nová Guinea. Hovoří bainingskými jazyky kairak, makolkol, mali, qaqet, simbali, taulil-butamu a ura, které mají dohromady okolo 13 000 mluvčích.
Název etnika pochází od Bainingských hor, které vyplňují vnitrozemí Gazelího poloostrova a dosahují výšky až 2438 m n. m. Sami si říkají Chachet (lidé). Sousední Tolaiové, kteří patří k nejcivilizovanějším papuánským etnikům, je hanlivě nazývají Kaulong (divoši).
Bainigové jsou zemědělci a žijí v malých vesnicích. Psycholog Peter Gray uvádí, že kultura Bainingů považuje za nejvyšší hodnotu namáhavou a jednotvárnou fyzickou práci a pohrdá jakýmikoli neužitečnými aktivitami. Bývají proto označováni za „nejnudnější národ na světě“, nepodařilo se u nich objevit žádné prvky mytologického nebo náboženského myšlení. Jediným jejich rituálem jsou mužské ohňové tance v maskách kavat vyrobených z lýka a listí – antropoložka Jane Fajansová ovšem upozorňuje, že i ty jsou provozovány hlavně jako ekonomická aktivita určená turistům.